# Bardiani CSF Faizanè/Saison 2021
Diese Liste beschreibt die Saison 2021 des Radsportteams Bardiani CSF.

## Siege
| Siege    | Siege                            | Siege      | Siege  | Siege            | Siege |
| Datum    | Rennen                           | Staat      | Klasse | Sieger           |       |
| -------- | -------------------------------- | ---------- | ------ | ---------------- | ----- |
| 6. Feb.  | Grand Prix Alanya                | Türkei     | 1.2    | Davide Gabburo   |       |
| 7. Mär.  | Poreč Trophy                     | Kroatien   | 1.2    | Filippo Fiorelli |       |
| 13. Mär. | Istrian Spring Trophy, 2. Etappe | Kroatien   | 2.2    | Filippo Zana     |       |
| 21. Mär. | Grand Prix Slovenian Istria      | Slowenien  | 1.2    | Mirco Maestri    |       |
| 30. Mai  | GP Gorenjska                     | Slowenien  | 1.2    | Mirco Maestri    |       |
| 1. Jul.  | Bulgarien-Rundfahrt, 1. Etappe   | Bulgarien  | 2.2    | Giovanni Lonardi |       |
| 8. Aug.  | Czech Tour, Gesamtwertung        | Tschechien | 2.1    | Filippo Zana     |       |

## Kader
| Teamkader 2021                              | Teamkader 2021     | Teamkader 2021 | Teamkader 2021                              |
| Name                                        | Geburtsdatum       | Land           | Vorheriges Team                             |
| ------------------------------------------- | ------------------ | -------------- | ------------------------------------------- |
| Enrico Battaglin                            | 17. November 1989  | Italien        | Bahrain McLaren (2020)                      |
| Jonathan Cañaveral                          | 2. November 1996   | Kolumbien      | Giotti Victoria (2020)                      |
| Giovanni Carboni                            | 31. August 1995    | Italien        | Colpack (2017)                              |
| Luca Covili                                 | 10. Februar 1997   | Italien        | Mastromarco Sensi Nibali (2018)             |
| Nicolas Dalla Valle                         | 13. September 1997 | Italien        | Tirol KTM Cycling Team (2019)               |
| Filippo Fiorelli                            | 19. November 1994  | Italien        | Delio Gallina-Colosio (2016)                |
| Davide Gabburo                              | 1. April 1993      | Italien        | Androni Giocattoli-Sidermec (2020)          |
| Andrea Garosio                              | 12. Juni 1993      | Italien        | Vini Zabù-Brado-KTM (2020)                  |
| Giovanni Lonardi                            | 9. November 1996   | Italien        | Nippo-Vini Fantini-Faizanè (2019)           |
| Mirco Maestri                               | 26. Oktober 1991   | Italien        | General Store Bottoli Zardini (2015)        |
| Umberto Marengo                             | 21. Juli 1992      | Italien        | Vini Zabù-Brado-KTM (2020)                  |
| Fabio Mazzucco                              | 14. April 1999     | Italien        | Unieuro Trevigiani-Hemus 1896 (2019)        |
| Alessandro Monaco                           | 4. Februar 1998    | Italien        |                                             |
| Kevin Rivera (1. Jan.–30. Jun.)             | 28. Juni 1998      | Costa Rica     | Androni Giocattoli-Sidermec (2020)          |
| Daniel Savini                               | 26. September 1997 | Italien        | Maltinti Lampadari-Banca di Cambiano (2017) |
| Alessandro Tonelli                          | 29. Mai 1992       | Italien        | Zalf Euromobil Désirée Fior (2014)          |
| Tomas Trainini                              | 23. September 2001 | Italien        |                                             |
| Giovanni Visconti                           | 13. Januar 1983    | Italien        | Vini Zabù-Brado-KTM (2020)                  |
| Filippo Zaccanti (1. Jan.–30. Jun.)         | 12. September 1995 | Italien        | Nippo-Vini Fantini-Faizanè (2019)           |
| Filippo Zana                                | 18. März 1999      | Italien        | Sangemini-Trevigiani-MG.K Vis (2019)        |
| Enrico Zanoncello                           | 2. August 1997     | Italien        | Zalf Euromobil Désirée Fior (2020)          |
| Samuele Zoccarato                           | 9. Januar 1998     | Italien        | Colpack-Ballan (2020)                       |
| Luca Colnaghi (1. Aug.–31. Dez., Stagiaire) | 14. Januar 1999    | Italien        | Zalf Euromobil Fior (2021)                  |
| Filippo Magli (1. Aug.–31. Dez., Stagiaire) | 29. April 1999     | Italien        |                                             |
| Juri Zanotti (1. Aug.–31. Dez., Stagiaire)  | 5. Januar 1999     | Italien        |                                             |
|                                             |                    |                |                                             |
| Quelle: ProCyclingStats                     |                    |                |                                             |